# Carregueira
Carregueira ist eine Gemeinde (Freguesia) im portugiesischen Kreis Chamusca. In ihr leben 1740 Einwohner (Stand 19. April 2021).